# Neuling (Bochum)
Neuling ist ein Ortsteil des Stadtteils Weitmar in Bochum.

## Geschichte
Der Neuling ist eine ehemalige Waldfläche, die schon 1486 im Lagerbuch des Hauses Kemnade genannt wurde: „Durch den Busch geheiten der Neylinck, durch den Siepen längs der Weitmarer Mark bis an die Brenscheder Becke, deren Mitte die Scheidung bildet bis an den Grünen Teich, an welchem die Mühle liegt.“ Der Besitzer des Hauses Rechen erwarb die 250 Morgen große Waldfläche von der Familie Dücker. Mitte des 18. Jahrhunderts ließ Freiherr von Schell den Wald teilweise abholzen und verpachtete die freien Flächen an Bergleute. Ab etwa 1830 entwickelte sich daraus der Ortsteil Neuling.